# ليو شتاينبرغ
ليو شتاينبرغ (بالإنجليزية: Leo Steinberg)‏ هو مؤرخ الفن ومؤرخ وصحفي أمريكي، ولد في 9 يوليو 1920 في موسكو في روسيا، وتوفي في 13 مارس 2011 في نيويورك في الولايات المتحدة.

## وصلات خارجية
- ليو شتاينبرغ على موقع الموسوعة البريطانية (الإنجليزية)